# Ирина Долганова
Ирина Валериевна Долганова (родена на 13 август 1949 г., Николаев, Николаевска област, Украинска ССР.) е съветска и руска театрална и филмова актриса, заслужила артистка на Русия (1997).

## Биография
След окупацията на СССР от Вермахта майка ѝ е изпратена на принудителен труд в Германия, но по пътя успява да избяга. От детството си Ирина пее и танцува добре и участва в любителски представления. През 1971 г. завършва Саратовското театрално училище, а същата година става актриса в Нижегородския театър за млади зрители, кръстен на Надежда Крупская.

## Филмография
| Заглавие                 | От   |
| ------------------------ | ---- |
| А утрините тук са тихи   | 1972 |
| Майка                    | 1990 |
| Преводач                 | 2014 |
| Акушер-гинеколог         | 2023 |
| Готина промяна           | 2023 |
| Любовта побеждава всичко | 2023 |